# Saaldorf-Surheim
Saaldorf-Surheim é um município da Alemanha, no distrito de Berchtesgadener Land, na região administrativa de Oberbayern , estado de Baviera.